# Гродненский областной Совет депутатов
Гродненский областной Совет депутатов (бел. Гродненскі абласны савет дэпутатаў), сокращённо Гродненский облсовет (бел. Гродненскі аблсавет) — законодательный представительный орган местного самоуправления на территории Гродненской области. В состав депутатского корпуса входит 60 депутатов избираемых по мажоритарной системе. Срок полномочий Гродненского областного Совета депутатов — 4 года.

## Полномочия облсовета
В соответствии со статьёй 121 Конституции Республики Беларусь:
- утверждение программ экономического и социального развития, бюджета Гродненской области и отчетов об их исполнении;
- установление местных налогов и сборов;
- определение порядка управления и распоряжения коммунальной собственностью;
- назначение местных референдумов;
- утверждает кандидатуру председателя Гродненского областного исполнительного комитета, назначаемого Президентом Республики Беларусь;
- избирает 8 членов Совета Республики Национального собрания Республики Беларусь от Гродненской области.

## Состав
Выборы в 27-й созыва Совета состоялись 23 марта 2014 года, на которых били избраны 60 депутатов Витебского областного совета 27-го созыва. Лишь одна политическая партия — КПБ, была представлена в облсовете. Все остальные члены являлись беспартийными.
18 февраля 2018 года в Гродненской области состоялись выборы. Общее число избирателей, которые приняли участие в голосовании 610 426 избирателей. Всего в области избрано 2 389 депутатов, в том числе 60 – в Гродненский областной. Среди избранных депутатов 2,8% составляют граждане в возрасте до 30 лет, 57,1% – депутаты местных Советов депутатов двадцать седьмого созыва, 45,9% – женщины. По сферам деятельности: 26,7% депутатов являются представителями образования, культуры и здравоохранения, 3,2% – торговли и бытового обслуживания населения, 14,1% – государственных органов, 4,3% – правоохранительных органов и военной службы, 8,2% – промышленности, транспорта, строительства, 1,3% – предприниматели, 27,8% – сельского хозяйства.
| Партия                                                       | Получила голосов | Мест |
| ------------------------------------------------------------ | ---------------- | ---- |
| Либерально-демократическая партия                            | 14901            | 1    |
| Объединённая гражданская партия                              | 3746             | 0    |
| Партия БНФ                                                   | 0                | 0    |
| Коммунистическая партия Беларуси                             | 0                | 0    |
| Белорусская партия левых «Справедливый мир»                  | 4342             | 0    |
| Белорусская социал-демократическая партия (Грамада)          | 0                | 0    |
| Республиканская партия труда и справедливости                | 0                | 0    |
| Белорусская патриотическая партия                            | 0                | 0    |
| Белорусская партия «Зелёные»                                 | 0                | 0    |
| Консервативно-Христианская Партия - БНФ                      | 0                | 0    |
| Партия «Белорусская социал-демократическая Грамада»          | 0                | 0    |
| Социал-демократическая партия Народного Согласия             | 0                | 0    |
| Республиканская партия                                       | 0                | 0    |
| Белорусская аграрная партия                                  | 0                | 0    |
| Белорусская социально-спортивная партия                      | 0                | 0    |
| Партия свободы и прогресса                                   | 0                | 0    |
| Партия Белорусская Христианская Демократия                   | 0                | 0    |
| Белорусская партия трудящихся                                | 0                | 0    |
| Белорусская социал-демократическая партия (Народная Грамада) | 0                | 0    |

## ЧленыСовета Республикиот Гродненской области
- Белуш Инесса Геннадьевна
- Гришук Анатолий Георгиевич
- Жук Игорь Георгиевич
- Кроткова Елена Николаевна
- Ситько Михаил Михайлович
- Скоморошко Романия Романовна
- Снежицкий Виктор Александрович
- Шишко Александр Николаевич